# Victoria Stadium
Victoria Stadium é um estádio de futebol localizado em Gibraltar. É a casa de todos os times de Gibraltar, exceto a seleção que joga no Estádio Algarve. A capacidade é de 2.000 espectadores.

## História
Victoria Stadium é nomeado após a esposa do famoso filantropo Gibraltino John Mackintosh que fez fortuna vendendo carvão para a marinha britânica e importação de outros bens de todo o mundo. Ao morrer, em 1940, ele doou a maior parte de sua fortuna a várias causas no seu país de adoção de Gibraltar.
O terreno também já sediou partidas de críquete desde 1993. O terreno hospedados sua primeira partida de críquete quando Marylebone Cricket Club visitou Gibraltar em 1993 entre Gibraltar e MCC.
Na sequência da Associação de Futebol de Gibraltar admissão como um membro pleno da UEFA maio 2013, foi proposto para a construção do Estádio Europa Point para substituir o Victoria Stadium como estádio nacional de Gibraltar.

## Competições da UEFA
Sempre nos começos das temporadas os times campeões dos campeonatos nacionais Gibraltinos disputam as fases pre-eliminares das competições da UEFA e jogam no Victoria Stadium, num desses confrontos já jogou com o Celtic, tendo também passado pelo estádio o grande sueco Allmänna Idrottsklubben Fotboll(AIK).